# JK Tervis Pärnu
Le JK Tervis Pärnu est un club estonien de football basé à Pärnu, fondé en 1922 avant que sa licence ne soit rachetée par le Lelle SK en 1996.

## Bilan sportif

### Palmarès
- Championnat d'Estonie D2 (2)
  - Champion : 1993 et 1995

### Bilan européen
Note : dans les résultats ci-dessous, le score du club est toujours donné en premier.
| Saison | Compétition     | Tour     | Club                    | Domicile | Extérieur | Total     |
| ------ | --------------- | -------- | ----------------------- | -------- | --------- | --------- |
| 1995   | Coupe Intertoto | Groupe 7 | Budućnost Podgorica     | 1 - 3    | N/A       | Cinquième |
| 1995   | Coupe Intertoto | Groupe 7 | Nea Salamina Famagouste | N/A      | 0 - 2     | Cinquième |
| 1995   | Coupe Intertoto | Groupe 7 | Bayer Leverkusen        | 1 - 6    | N/A       | Cinquième |
| 1995   | Coupe Intertoto | Groupe 7 | OFI Crète               | N/A      | 0 - 2     | Cinquième |

Légende
- Victoire ou qualification pour le tour suivant
- Match nul
- Défaite ou élimination de la compétition

## Parcours européen
Le JK Tervis Pärnu participe à la Coupe Intertoto 1995 et termine dernier du groupe 7 composé du Bayer Leverkusen, de l'OFI Crète, du Nea Salamina et du FK Budućnost Podgorica.